# James Vibert
James Vibert fue un escultor suizo, nacido el 15 de agosto de 1872 en Carouge y fallecido el 2 de mayo de 1942 en Plan-les-Ouates.

## Datos biográficos
Vibert aprendió el oficio de Gürtler en la ciudad francesa de Lyon. Posteriormente se trasladó en 1891 a la capital París. Allí se unió a Auguste Rodin, que le familiarizó en el uso del Simbolismo en las artes visuales.
Cuando en 1903 Vibert regresó a Suiza, fue nombrado profesor de la Escuela de Bellas Artes de Ginebra, una actividad que desempeñó hasta 1935. Allí fue profesor entre otros del escultor portugués Ernesto Canto da Maia. De 1906 a 1908 y desde 1923 hasta 1926 formó parte de la Comisión de Arte Federal Suizo. En 1914, después de que el primer borrador fuese rechazado, se le concedió la erección de una estatua en la sala de la cúpula del Palacio federal de Suiza. A esta se le conoce como "Los tres confederados", en alemán: Die drei Eidgenossen.
James Vibert fue retratado dos veces por Ferdinand Hodler, la primera en 1907 y la segunda en 1915.

## Galería de imágenes

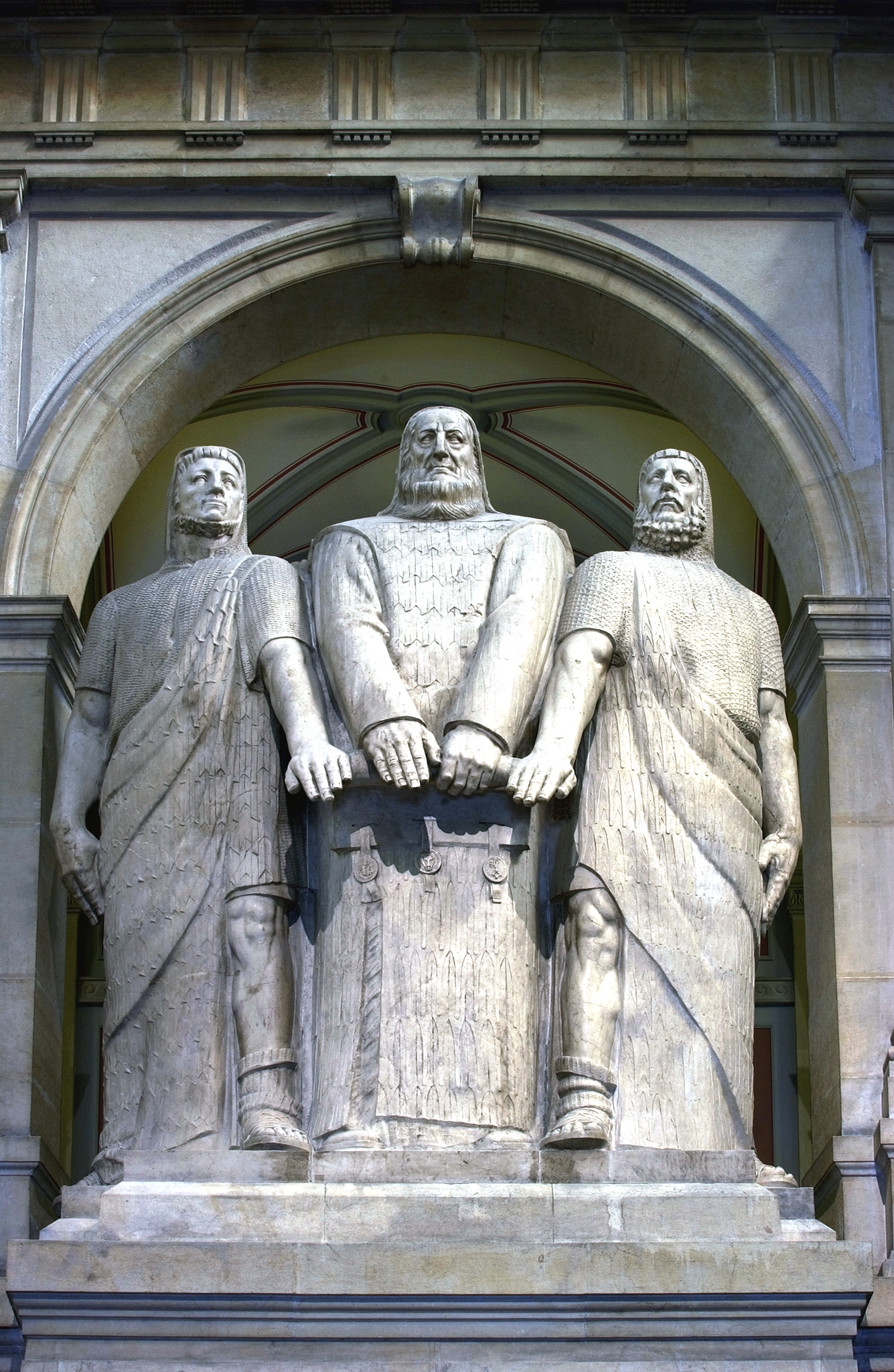
Los tres confederados, 1914 Die drei Eidgenossen, en alemán
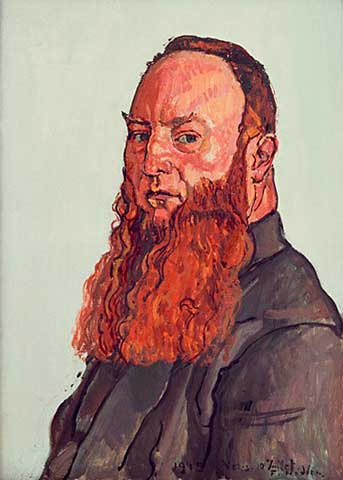
Retrato del escultor – 1915 obra de Ferdinand Hodler